# Associação Popular Anti-Imperialista
A Associação Popular Anti-Imperialista (chinês: 民众反帝联合会, pinyin: Mínzhòng Fǎn Dì Liánhé Huì, Wade–Giles: Minchung Fan Ti Lienho Hui) foi um partido político de Xinjiang, China durante o governo de Sheng Shicai, entre 1934 e 1942.

## História
A Associação Popular Anti-Imperialista foi fundada por Sheng Shicai em Ürümqi em 1 de agosto de 1935. O meio de propaganda da Associação era a Frente de Guerra Anti-Imperialista. Os Jovens de Xinjiang e as Mulheres de Xinjiang serviram como a ala jovem e feminina da Associação, respectivamente. A Associação teve um grande aumento no número de sócios. Em 1935 tinha 2.489 membros, em 1937 o número de membros cresceu para 5.281 e em 1939 o número de membros da Associação aumentou para 10 mil. A adesão era nacionalmente diversa e incluía Han, hui e vários povos turcos.
A ideologia da Associação Popular Anti-Imperialista foram as "Seis Grandes Políticas", publicadas por Sheng em dezembro de 1934. As Políticas garantiam seu "Manifesto dos Oito Pontos" anteriormente promulgado e incluiu "anti-imperialismo, amizade com a União Soviética, igualdade racial e nacional, governo limpo, paz e reconstrução". Sheng referiu-se a eles como "uma aplicação vital e habilidosa do marxismo, leninismo e stalinismo nas condições da sociedade feudal de Sinkiang econômica e culturalmente atrasada". Eles serviram como a base ideológica do governo de Sheng. Com a proclamação das Seis Grandes Políticas, Sheng adotou uma nova bandeira com uma estrela de seis pontas para representar essas.
Com a reaproximação de Sheng com o governo central, o Kuomintang se espalhou pela província, substituindo a Associação Popular Anti-Imperialista, que foi dissolvida em abril de 1942.